# Этнические меньшинства в Армении
Этнические меньшинства в Армении составляют 2 % населения страны, согласно переписи 2011 года.

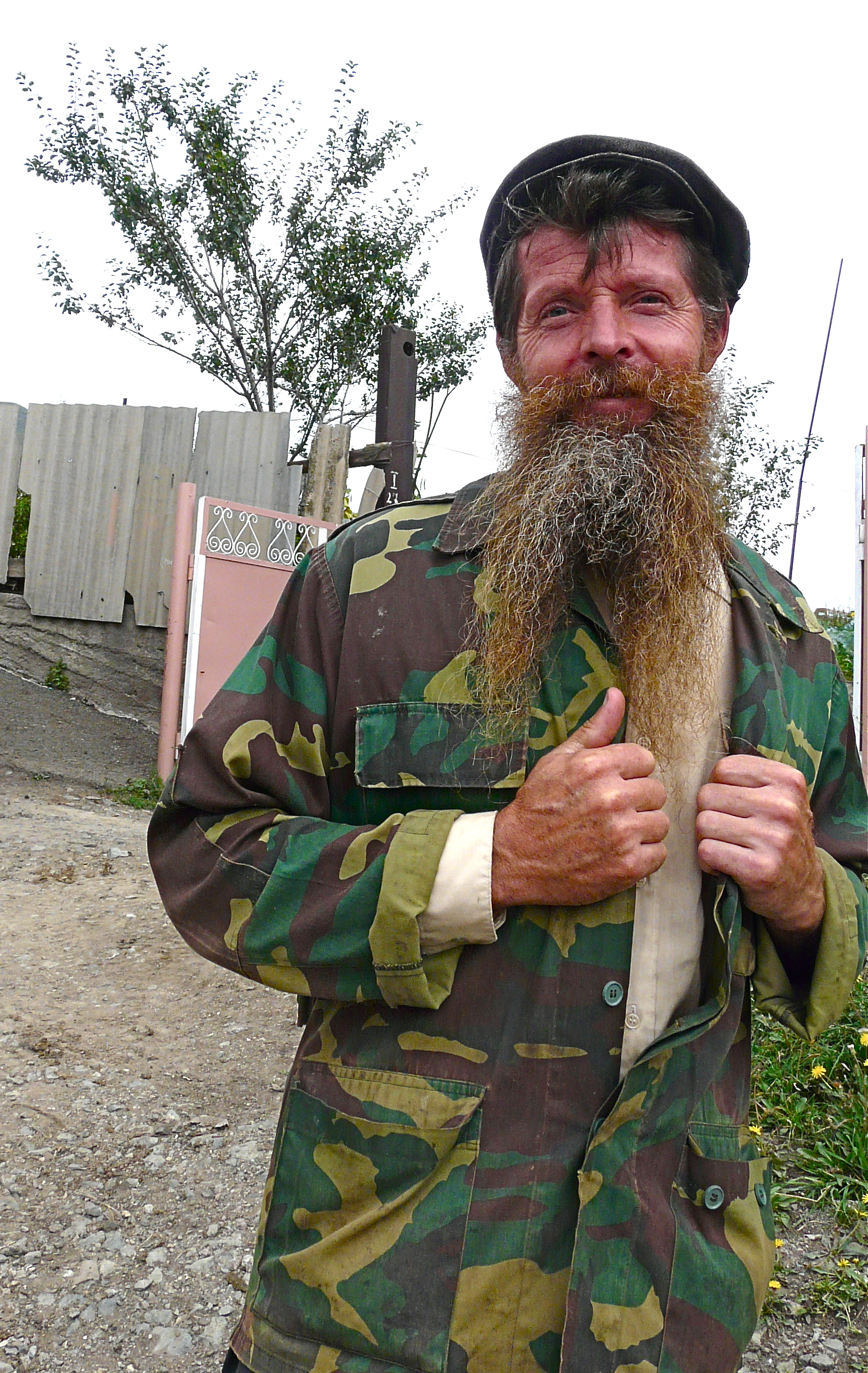
Местный молоканин, село Фиолетово, Армения

## Демография национальных меньшинств
| Этнические меньшинства | перепись 2011 г. | перепись 2001 г. | перепись 1989 г. | перепись 1979 г.                    | перепись 1970 г.                    | перепись 1959 г.                    | перепись 1939 г.                    | перепись 1926 г. |
| ---------------------- | ---------------- | ---------------- | ---------------- | ----------------------------------- | ----------------------------------- | ----------------------------------- | ----------------------------------- | ---------------- |
| Езиды                  | 35 308 (1,17 %)  | 40 620 (1,3 %)   | 51 976 (1,6 %)   | (учтены в составе остальных курдов) | (учтены в составе остальных курдов) | (учтены в составе остальных курдов) | (учтены в составе остальных курдов) | 12 237 (1,4 %)   |
| Русские                | 11 911 (0,39 %)  | 14 660 (0,5 %)   | 51 555 (1,6 %)   | 70 336 (2,3 %)                      | 66 108 (2,65 %)                     | 56 477 (3,2 %)                      | 51 464 (4,0 %)                      | 19 548 (2,2 %)   |
| Ассирийцы              | 2 769 (0,09 %)   | 3 409 (0,1 %)    | 5 963 (0,2 %)    | 6 183 (0,2 %)                       | 5 544 (0,2 %)                       | 4 326 (0,25 %)                      | 3 280 (0,3 %)                       | 1 023 (0,3 %)    |
| Курды                  | 2 162 (0,07 %)   | 1 519 (0,05 %)   | 4 151 (0,1 %)    | 50 822 (1,7 %)                      | 37 486 (1,5 %)                      | 25 627 (1,45 %)                     | 20 481 (1,6 %)                      | 3 025 (0,3 %)    |
| Украинцы               | 1 176 (0,04 %)   | 1 633 (0,05 %)   | 8 341 (0,2 %)    | 8 900 (0,3 %)                       | 8 390 (0,3 %)                       | 5 593 (0,3 %)                       | 5 496 (0,4 %)                       | 2 826 (0,3 %)    |
| Греки                  | 900 (0,03 %)     | 1 176 (0,04 %)   | 4 650 (0,1 %)    | 5 653 (0,2 %)                       | 5 690 (0,2 %)                       | 4 976 (0,3 %)                       | 4 181 (0,3 %)                       | 2 980 (0,3 %)    |
| Грузины                | 617 (0,02 %)     | 696 (0,02 %)     | 1 364 (0,03 %)   | 1 314 (0,04 %)                      | 1 439 (0,06 %)                      | 816 (0,05 %)                        | 652 (0,05 %)                        | 274 (0,03 %)     |
| Персы                  | 476 (0,02 %)     | 326 (0,02 %)     | 14 (0,001 %)     | 8 (0,0003 %)                        | 4 (0,00016 %)                       | 13 (0,0007 %)                       | 24 (0,0019 %)                       | 5 043 (0,6 %)    |
| Белорусы               | 214 (0,01 %)     | 257 (0,01 %)     | 1 061 (0,03 %)   | 1 183 (0,04 %)                      | 1 179 (0,05 %)                      | 805 (0,05 %)                        | 458 (0,04 %)                        | 360 (0,04 %)     |
| Евреи                  | 127 (0,01 %)     | 109 (0,01 %)     | 676 (0,03 %)     | 953 (0,03 %)                        | 1 003 (0,04 %)                      | 1 024 (0,06 %)                      | 512 (0,04 %)                        | 335 (0,04 %)     |
| Поляки                 | 124 (0,01 %)     | 97 (0,01 %)      | 270 (0,03 %)     | 691 (0,02 %)                        | 389 (0,02 %)                        | 208 (0,01 %)                        | 240 (0,02 %)                        | 705 (0,08 %)     |
| Немцы                  | 67 (0,01 %)      | 133 (0,01 %)     | 265 (0,03 %)     | 333 (0,01 %)                        | 408 (0,02 %)                        | 278 (0,02 %)                        | 433 (0,03 %)                        | 104 (0,01 %)     |
| Азербайджанцы          | 100 (0,01 %)     | 59 (0,01 %)      | 84 860 (2,6 %)   | 160 841 (5,3 %)                     | 148 189 (5,95 %)                    | 107 748 (6,1 %)                     | 130 896 (10,2 %)                    | 76 870 (8,8 %)   |

В настоящее время этнические армяне составляют подавляющее большинство населения Республики Армения — 97,89 %. Это объясняется тем, что в разные периоды происходил (добровольный или вынужденный) отток неармянского населения за её пределы, а также имел место приток этнического армянского населения из других регионов Советского Союза (в первую очередь беженцев и вынужденных переселенцев из Азербайджанской ССР) и других стран, в которых была расселена армянская диаспора. 
Неармянское население составляет 2,11 % или 68 тысяч человек, самым крупным меньшинством являются езиды (1,26 %; в переписи 2001 года они указаны отдельно от курдов-мусульман), русские (0,46 %), а также другие (греки, ассирийцы, украинцы, грузины, персы, в общей сложности — 0,39 %). До конца 1980-х годов в Армении имелась крупная азербайджанская община, составлявшая крупнейшее этническое меньшинство, и община курдов-мусульман, обе практически полностью были вынужденны покинуть Армению в результате армяно-азербайджанского конфликта, переселившись практически полностью в Азербайджан. Также в постсоветский период Армению покинуло подавляющее большинство русских, украинцев, белорусов, греков, евреев, поляков, немцев.

### Участие в политической жизни
Конституция Армении в редакции 2015 года и Избирательный кодекс закрепляют четыре места в парламенте за четырьмя наиболее многочисленными национальными меньшинствами. На 2020 год, русское меньшинство представляет депутат А.И. Сандыков, курдов — К. Гасанов, ассирийцев — А. Михайлов, езидов — Р. Бакоян.

## Русские

### Демография
Русское население Армении состоит из потомков ссыльных молокан и лиц русской национальности, переехавших в Армению по иным причинам (распределение, военная служба, администрация и т. д.) из разных уголков Российской империи, а позже Советского Союза. На 2001 год русских в Армении было 14,7 тысяч человек (наибольшая численность отмечалась в 1979 году — 70 тысяч), из которых 10,5 тысяч — городское население.
Русские составляют большинство населения в сёлах Лермонтово и Фиолетово, а также часть населения сёл Привольное, Медовка, Михайловка, Петровка, Саратовка, Новосельцево, Благодарное и Свердлов в провинции Лори и в городах Севан (бывшая Еленовка), Чамбарак (бывший Красносельск) и в селе Семёновка Гегаркуникской области на севере страны..
Активная миграция русских из Армении началась после спитакского землетрясения в декабре 1988 года. Многие районы компактного проживания русского населения оказались в зоне стихийного бедствия. Большое количество россиян релоцировалось в Армению в 2022 году из-за российско-украинского конфликта и политических репрессий: по оценке министра экономики Ваана Керобяна, в Армению на постоянное жительство приехало 108–110 тысяч россиян (не только этнически русских); релоканты зарегистрировали в Армении 2,5 тысячи новых предприятий и 4 тысячи индивидуальных предпринимательств и, по оценке властей, в целом поспособствовали росту армянской экономики.
В Армении действуют русские классы для детей от смешанных браков, однако делопроизводство было переведено на армянский язык, что в ранний постсоветский период привело к оттоку русскоязычных специалистов.

### Культура
В республике транслируются программы российских телеканалов, ежедневные новости на русском языке на армянских телеканалах, активно действует русский драматический театр.
Правительство Армении также ежегодно выделяет средства для деятельности русской общины.

Официально зарегистрирован ряд русских культурных организаций. По словам председателя общества «Россия» Юрия Яковенко, русские испытывали некоторые неудобства только в переходный период, однако и тогда со стороны армянского населения не было никакой агрессии. Сейчас, как утверждает Яковенко, у русских нет никаких проблем в Армении:
Правительство ежегодно выделяет средства для деятельности русской общины. Издаются газеты и журналы на русском языке: „Голос Армении“, „Новое время“, „Деловой экспресс“, сейчас появился „Собеседник“ в Армении.
У русских в Армении отмечается рост этнического самосознания и стремление к внутриэтническому объединению, благодаря чему были созданы русские культурные центры и общественные организации.

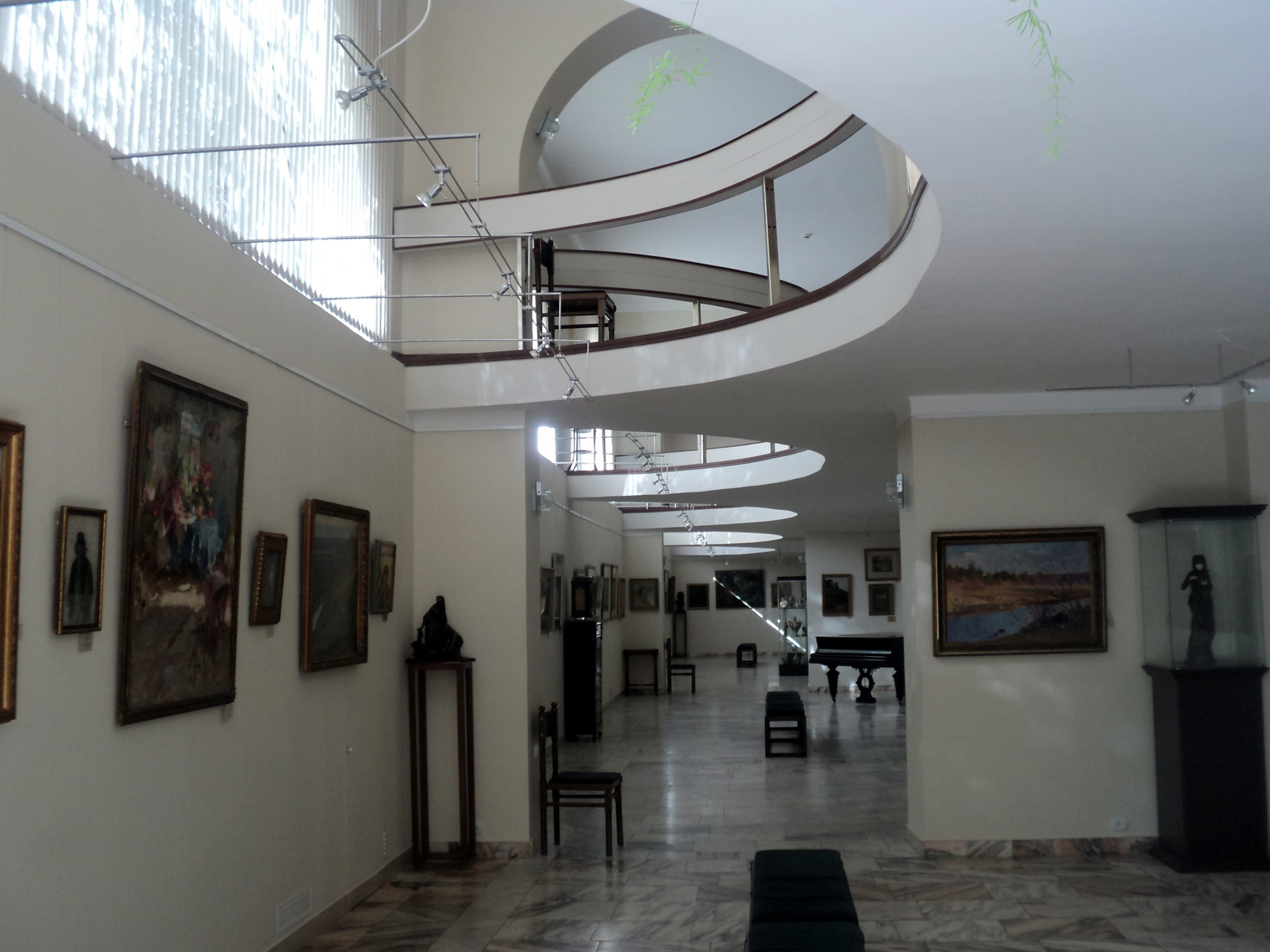
Музей русского искусства рядом с Каскадом
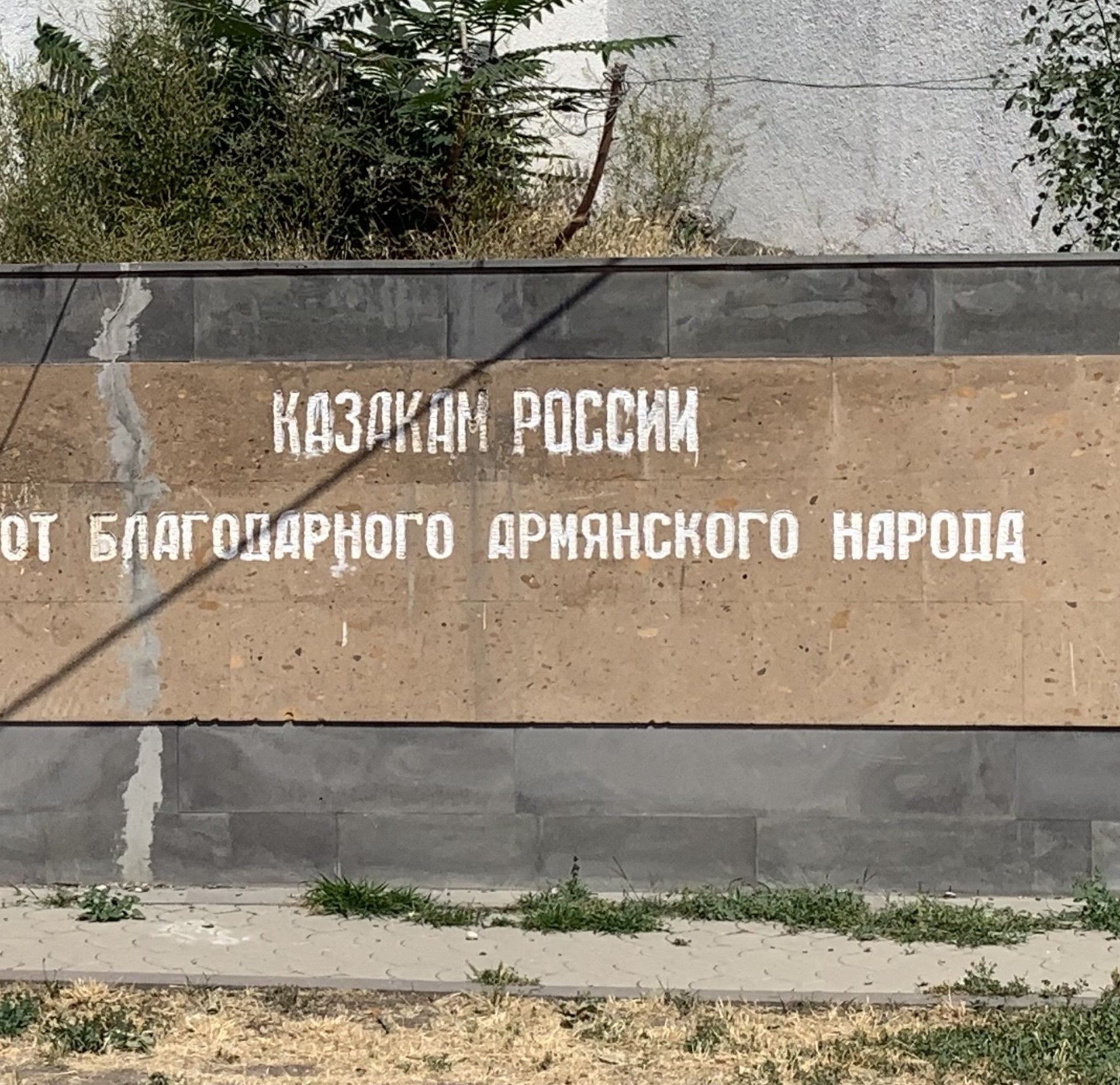
Надпись у мемориального комплекса «Казакам-героям», посвящённый российским казакам — участникам русско-персидских и русско-турецких войн, Ереван
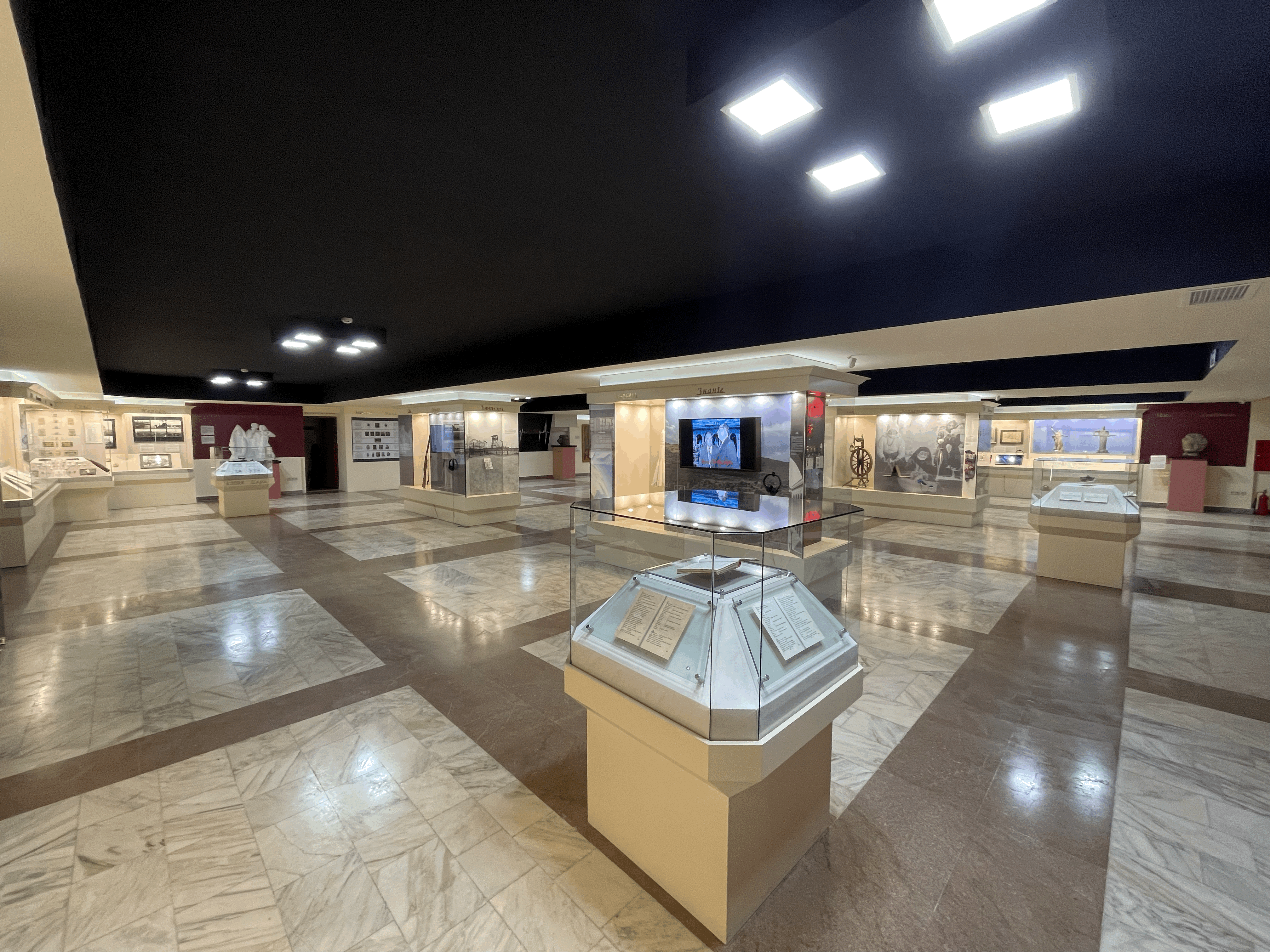
Музей дружбы армянского и русского народов, Абовян

### Религия
Русское население республики традиционно придерживается православия, хотя значительно и количество атеистов.
В Армении в 2006 году действовали пять приходов Майкопской и Армавирской епархии Русской православной церкви (в городах Ереван и Ванадзор и сёлах с греческим и ассирийским населением Привольное, Димитров, Арзни, Анкаван), в которых служили два священника и один диакон. Православная община насчитывала около 15 тысяч человек, среди которых было много русских.
В период Российской Империи главная православная церковь Еревана, храм Покрова Пресвятой Богородицы была возведена в Канакере, тогдашнем северном предместье города, при размещенном здесь казачьем полку. В советские годы храм был закрыт и использовался в качестве склада, а затем — полкового клуба и вновь открылся в 1991 году, а в 2000 был воссоздан в первозданном виде.

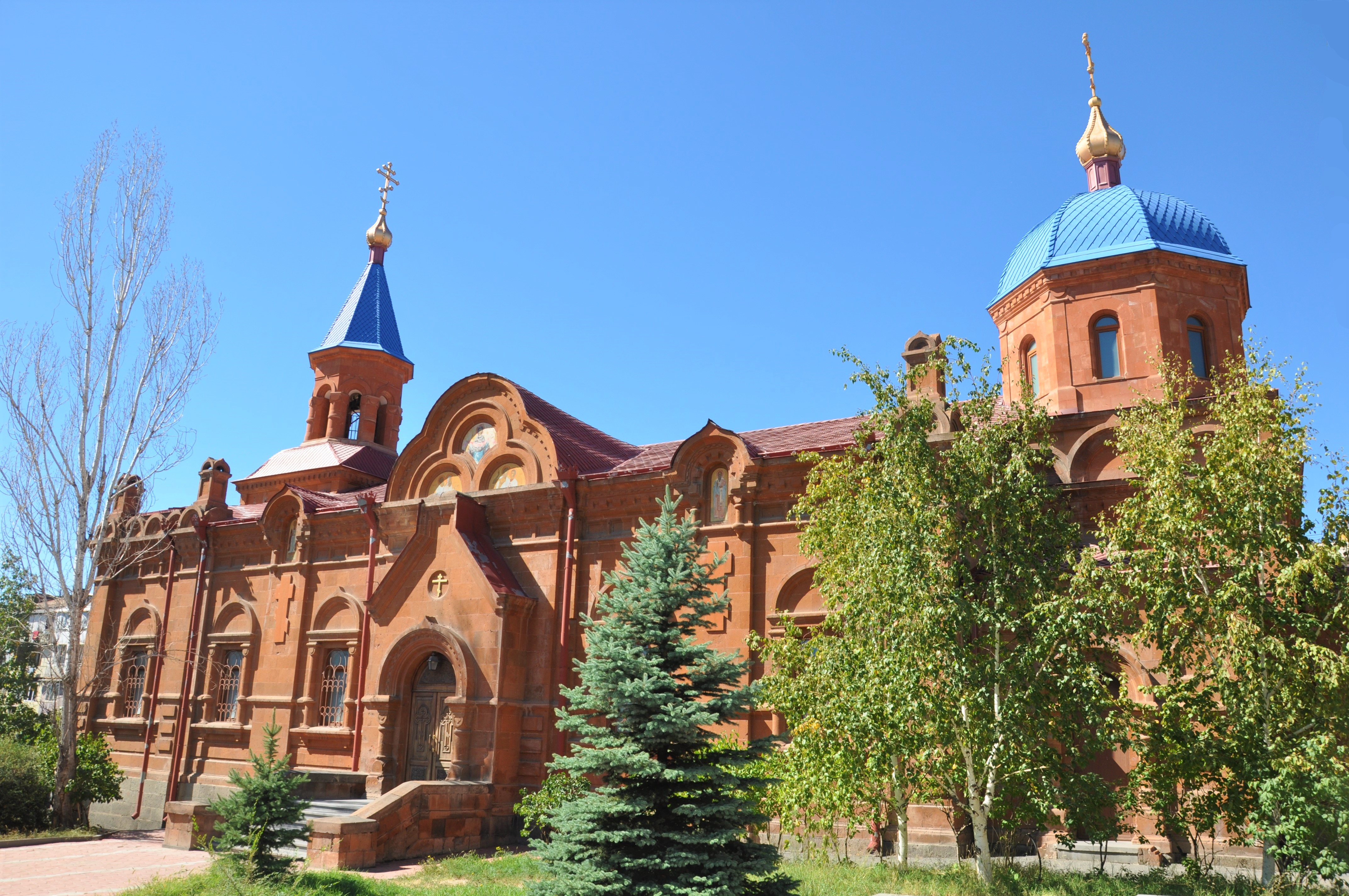
Храм Покрова Пресвятой Богородицы
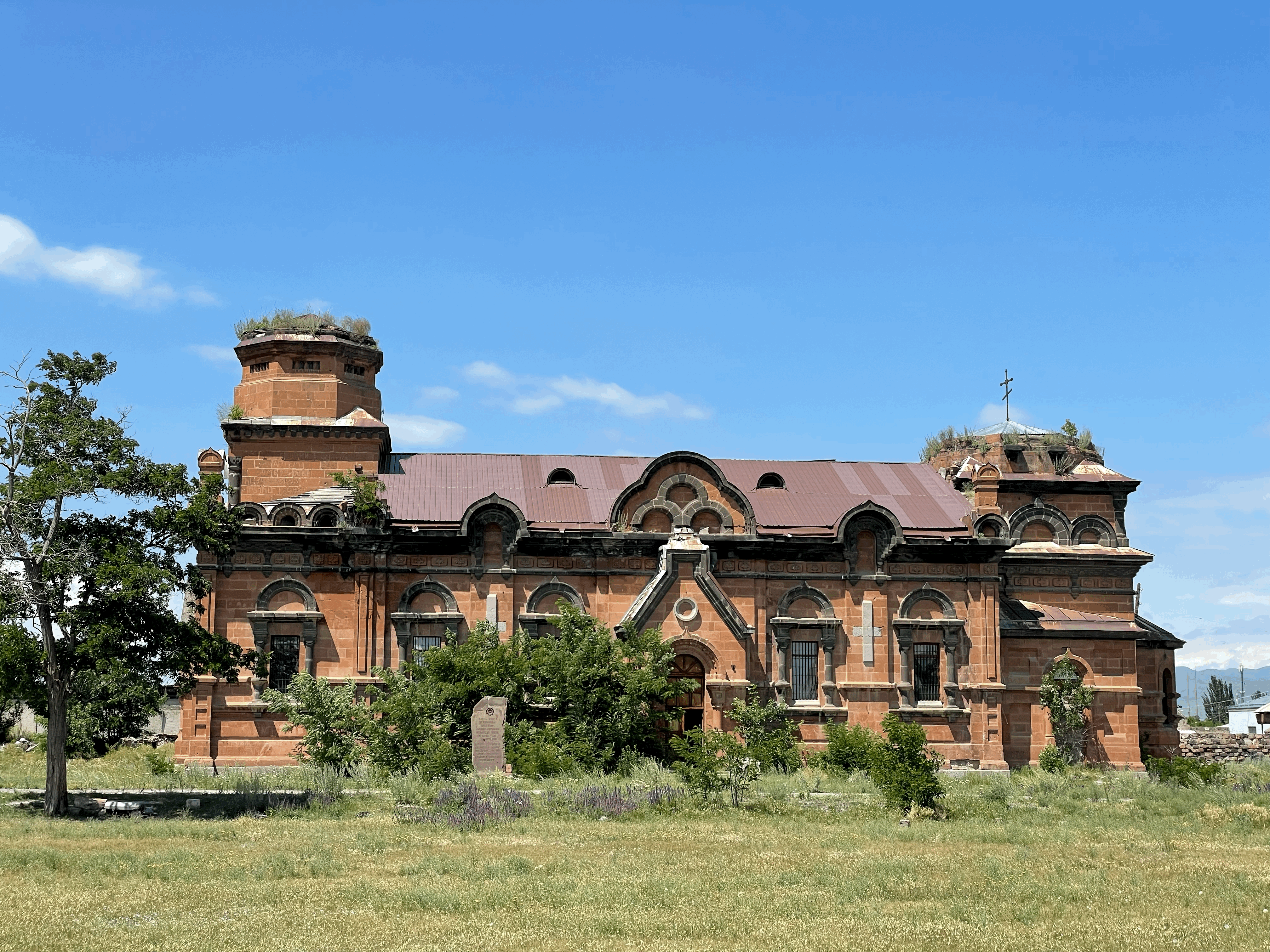
Храм Святителя Арсения Сербского на Казачьем посту
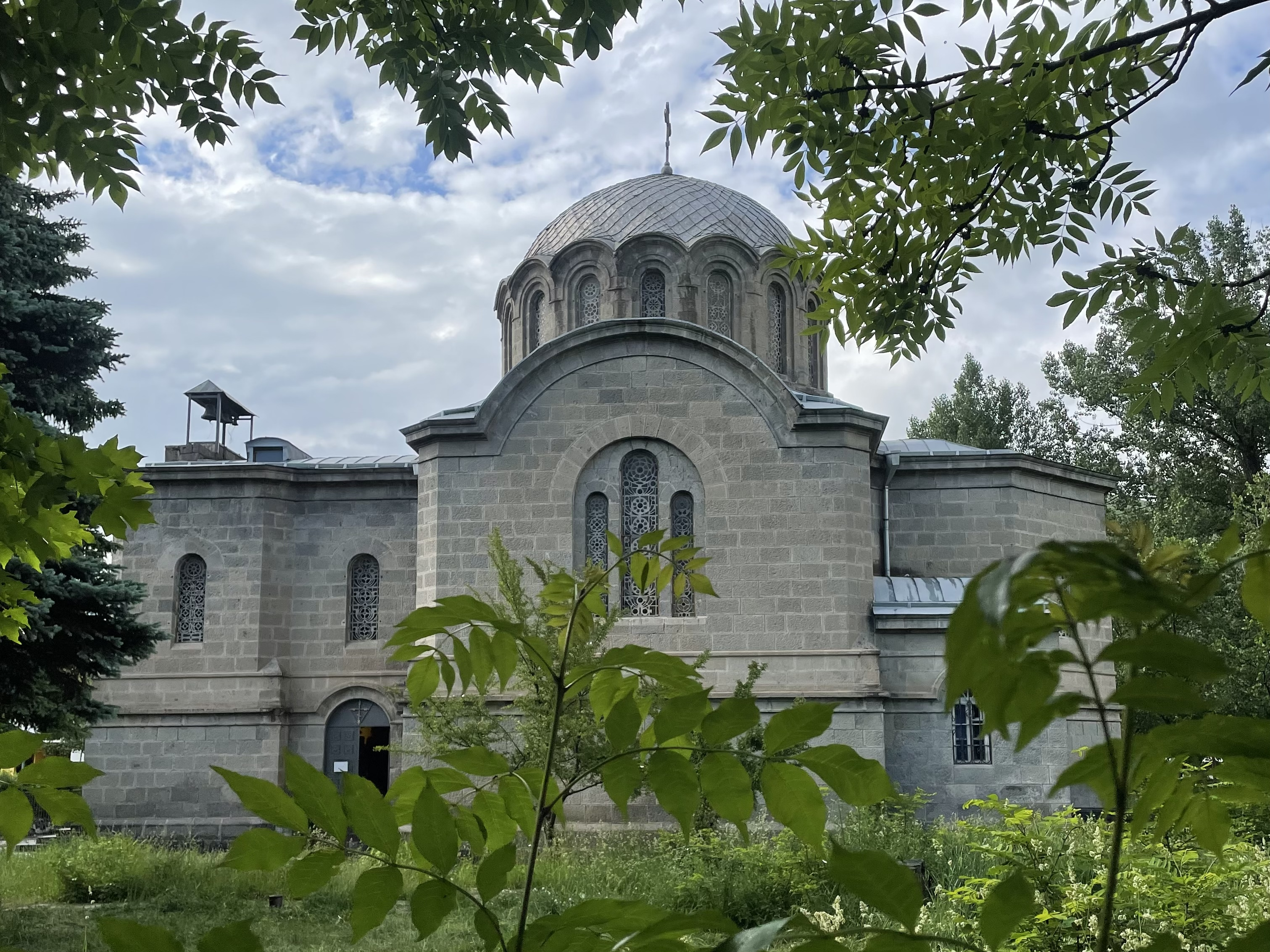
Храм Рождества Пресвятой Богородицы
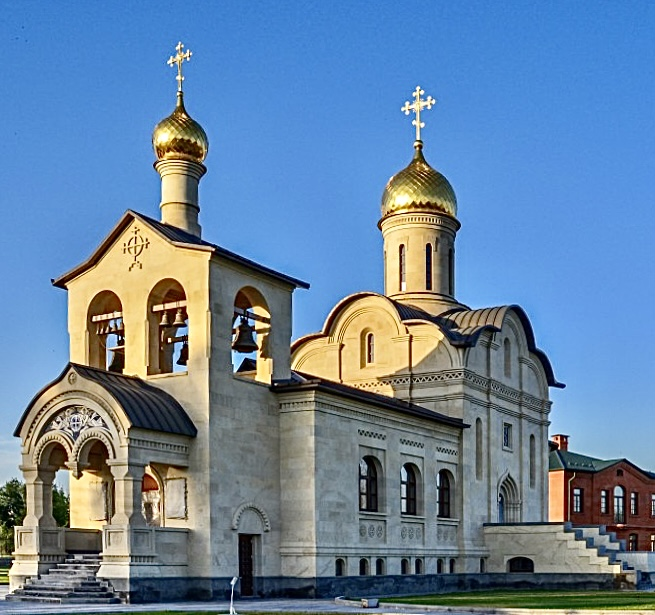
Крестовоздвиженский храм
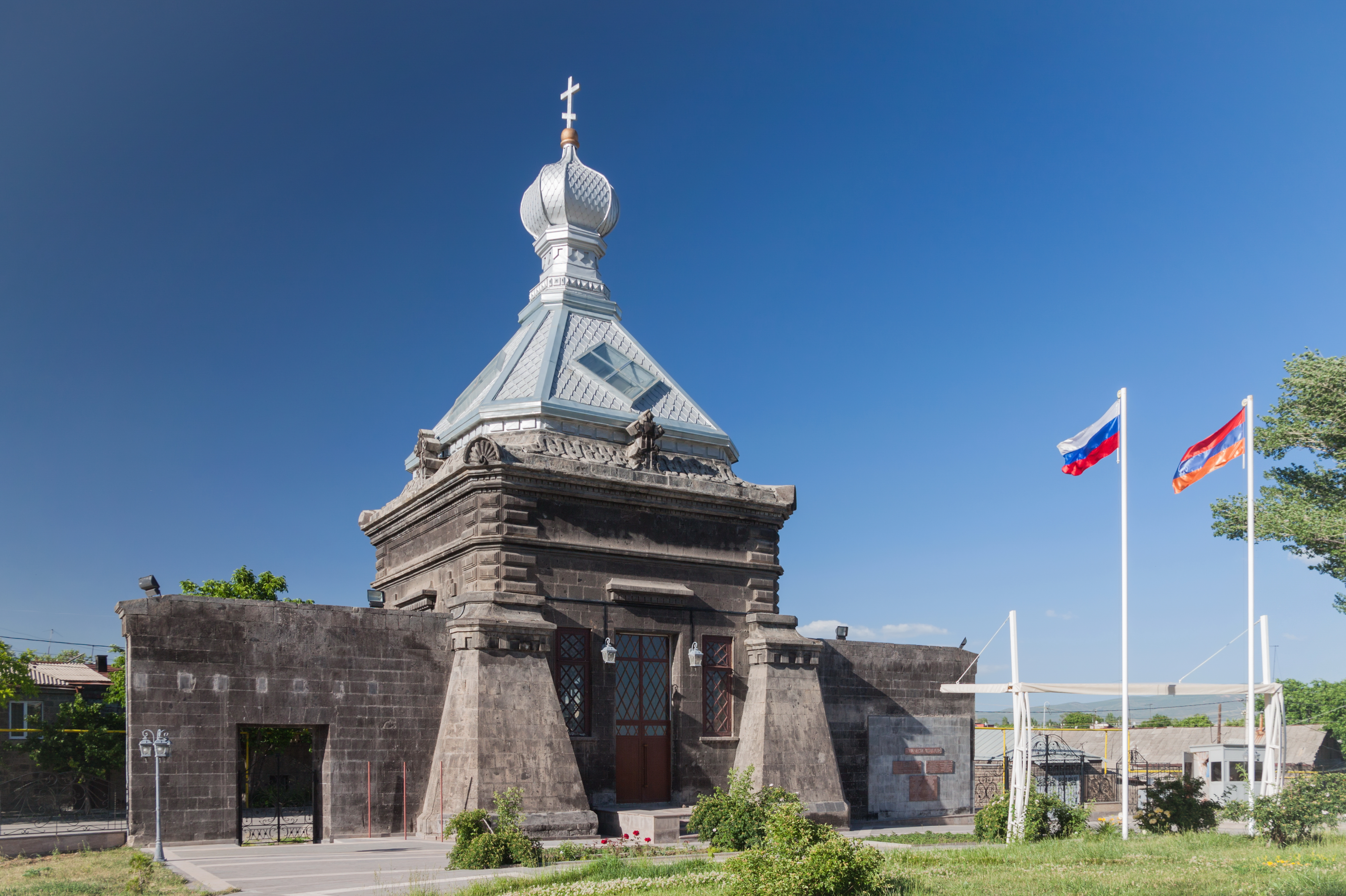
Церковь Святого Архангела Михаила (Гюмри)
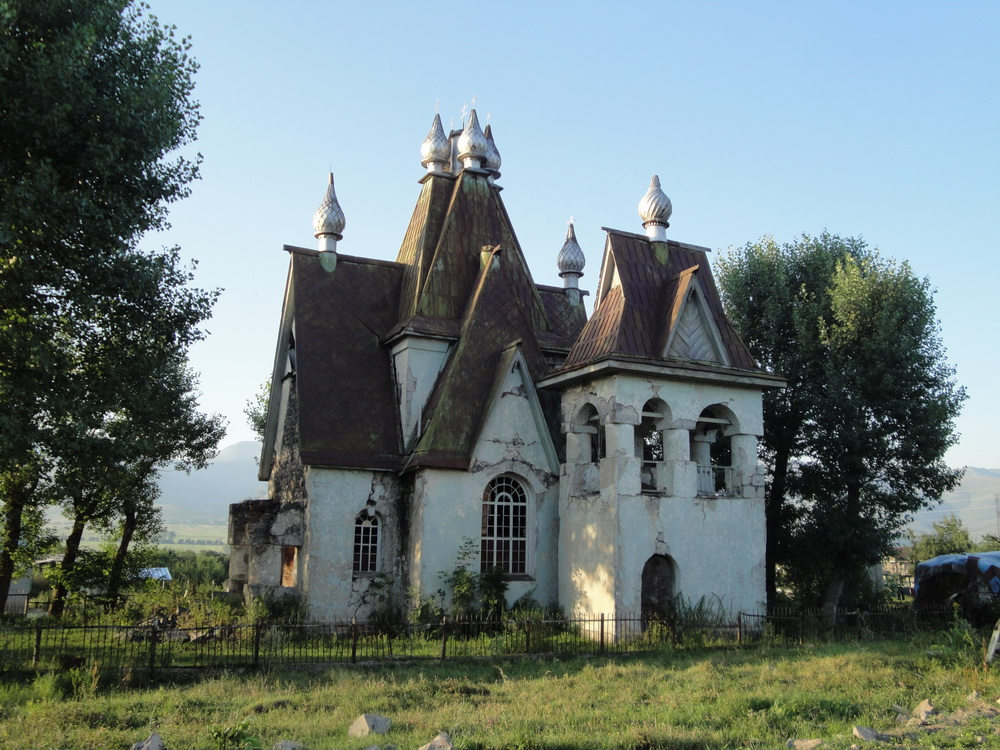
Церковь Николая Чудотворца (Амракиц)

## Курды
По первой советской переписи 1926 года в Армении насчитывалось среди курдов 12,2 тыс. езидов и 3 тыс. мусульман. В 1979 году курды (всех вероисповеданий; после 1926 года советские переписи не разделяли курдов-мусульман и курдов-езидов) составили 51 тысячу человек. В конце 1980-х большая часть курдов-мусульман, наряду с азербайджанцами, оказались изгнанными из республики. По данным Госкомстата Азербайджана, к началу 1990 года из Армении в Азербайджан бежало 11 тысяч курдов (позже большинство переселилось на Северный Кавказ).
В течение 1930—1980 годов в СССР, и в частности в АрмССР была проделана большая работа по собиранию и изданию памятников духовного наследия курдов, были спасены от исчезновения произведения различной степени важности.
Конституция Армении в своей последней редакции 2015 года закрепляет одно место в парламенте за национальной общиной курдов (как одного из четырёх наиболее многочисленных национальных меньшинств)

### Езиды
Ези́ды (йезиды, йязиды, самоназв. эзди) — последователи религии езидизм, в основном проживают на севере Ирака, являются субэтносом и конфессией курдов.
В СНГ часто воспринимаются как отдельный народ от курдов и отдельная этническая общность. Говорят во основном на диалекте курдского языка курманджи.
В Армении их численность на 2011 год составляла 35 тысяч человек (преимущественно сельское население), что делает их крупнейшим этническим меньшинством страны. В Армении езиды живут в основном в следующих селениях: Алагяз, Рйя-Таза, Чарчакис, Каниашир, Мирак, Джамишлу, Акко, Тлик, Сорик, Шамирам, Шеник (все в провинции Арагацотн), Акналич, Ферик (в провинции Армавир), Зовуни (провинция Котайк), а также в некоторых крупных городах, в том числе Ереване. Езиды-скотоводы пасут свои отары в предгорьях горы Арагац, в предгорьях Гегамского и Памбакского хребтов.
Армяно-азербайджанский конфликт и рост армянского национализма, отразившиеся на судьбе курдской общины, грозили поставить под вопрос пребывание в Армении и езидов.. Курдская самоидентификация ассоциировалась с проазербайджанской позицией и по этой причине многие езиды заявляли о своей принадлежности к иному этносу.

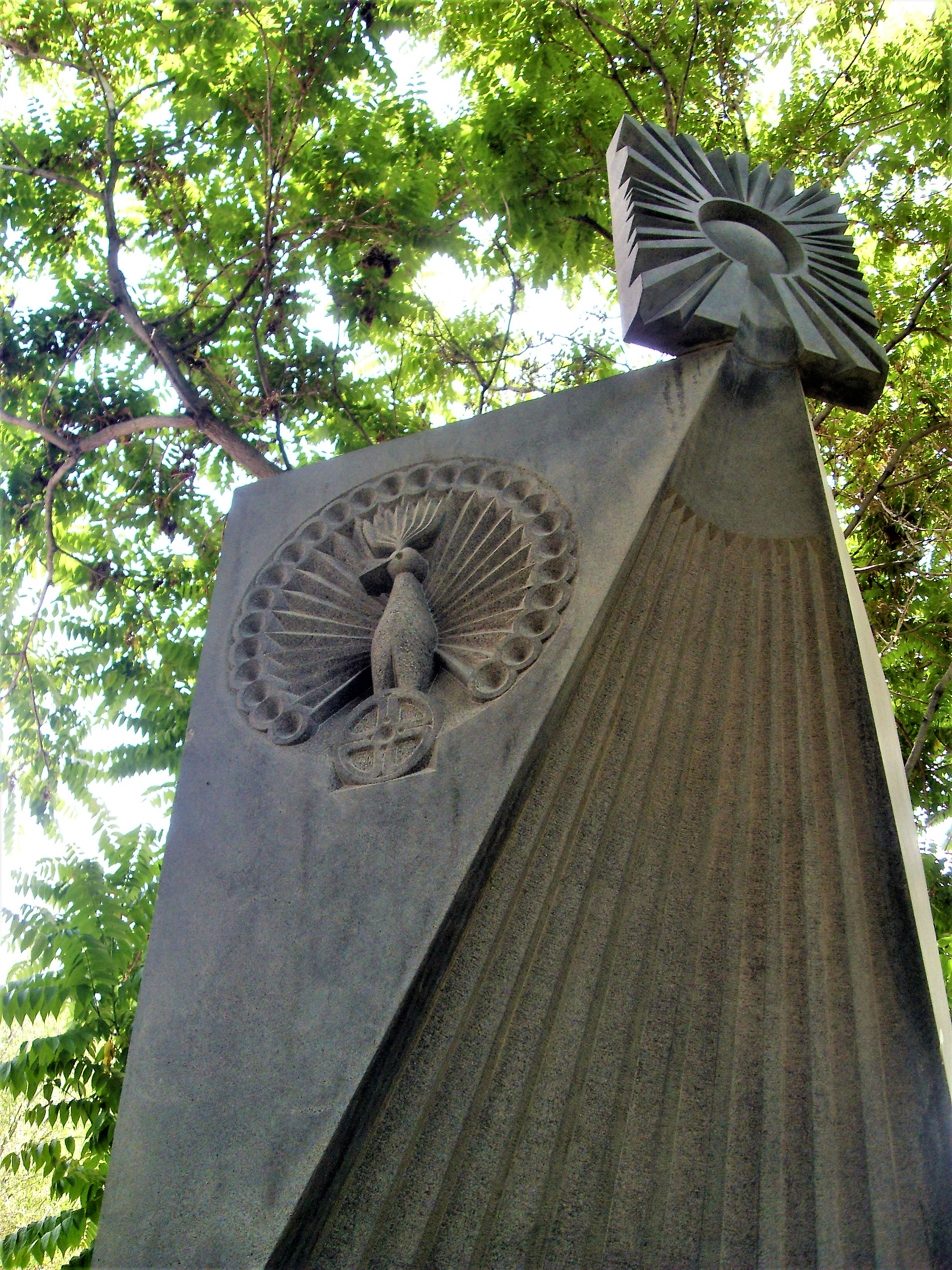
Памятник безвинным жертвам езидского населения (г. Ереван)

По этой причине как на государственном уровне, так и в самой езидской среде поощряется культурное отделение от курдов-мусульман. Так, в переписи 2001 года основной язык курдов-езидов был указан не как курдский, а как «езидский» («եզդիերեն»), несмотря на то, что ни одна научная классификация не подразумевает существование такого языка, и что родным языком курдов-езидов является курманджийский диалект курдского языка, на котором традиционно говорят курды Южного Кавказа и Турции (мусульмане и езиды).
В востоковедении Армении имеется многолетняя традиция изучения езидов. С 1920—1930-х гг. в Советской Армении для езидов создаётся письменность на основе русской графики, ведётся преподавание в начальной школе, издаётся газета «Данге Эздя» («Голос езидов»).
Как отмечал Госдепартамент США в 2004 году, несмотря на то, что число армян в Армении составляет 98 %, тем не менее правительство Армении не допускает притеснений национальных меньшинств и официально признает национальные общины. Тем не менее большой процент детей не посещает школ по экономическим причинам, либо из-за нехватки учителей на родном языке. По переписи 2001 года более 5 тысяч (или 13 % от их числа) считают родным языком армянский. Несколько сотен человек, назвавшись армянами, указало в качестве родного языка «езидский».
Согласно отчету Госдепартамента США 2007 года, в последние годы жалобы со стороны лидеров езидов на дискриминацию их общины со стороны полиции и местных властей прекратились..
Первый езидский храм, построенный за пределами исконной родины езидов возведен в 2012 году в селе Акналич в Армении. В 2019 году в том же селе открылся более крупный езидский храм Зиарат, также называемый Слтан Эзид.
Конституция Армении в своей последней редакции 2015 года закрепляет одно место в парламенте за национальной общиной езидов (как одного из четырёх наиболее многочисленных национальных меньшинств).

## Ассирийцы
Ассирийцы в Армении — третье крупнейшее этническое меньшинство в Армении, после езидов и русских. На территории Армении современные ассирийцы впервые оказались после русско-персидской войны 1826—1828 годов, когда власти разрешили активным сторонникам России (армянам и ассирийцам из района озера Урмия) переселиться на территорию Российской империи. В Армении ими были основаны три села: Арзни, Койласар (Димитров, в селе есть действующая ассирийская церковь) и Верхний Двин; население этих сёл и сегодня в значительной степени состоит из ассирийцев. Ассирийцы живут также в Ереване и в других городах Армении. По данным переписи 2001 года в Армении 3409 ассирийцев,(по данным главы ассирийской общины Арсена Микаелова на июнь 2011 года в Армении проживало 7000 ассирийцев.
Конституция Армении в своей последней редакции 2015 года закрепляет одно место в парламенте за национальной общиной ассирийцев (как одного из четырёх наиболее многочисленных национальных меньшинств).

## Украинцы
Украинцы в Армении — одна из этнических общин на территории Армении. Согласно переписи населения 2001 года, в Армении проживало 1633 этнических украинцев. Для Армении характерно дисперсное проживание этнических украинцев, что связано с малочисленностью украинской диаспоры в этой стране. Однако можно выделить такие города как Ереван, где проживает большинство этнических украинцев, а также Ванадзор, Гюмри, Раздан, Иджеван и Севан.

## Греки
В современной Армении несколько деревень с относительно большим процентом греков находятся в регионе вдоль северной границы Армении с Грузией, в северной части марза (области) Лорийской области. Наибольшие греческие общины находятся в Алаверди и Ереване. Также есть общины в Ванадзоре, Гюмри, Степанаване, Анкаване, Ноемберяне. Сегодня в Армении по официальным данным около 1800 греков, хотя по заявлениям греческой диаспоры в Армении, около 4000. Существует эмиграция в другие республики бывшего Советского Союза и Грецию по экономическим причинам.

## Азербайджанцы
|                                  | 1926           | 1939             | 1959            | 1970            | 1979            | 1989           |
| -------------------------------- | -------------- | ---------------- | --------------- | --------------- | --------------- | -------------- |
| Азербайджанцы человек (доля в %) | 76 870 (8,8 %) | 130 896 (10,2 %) | 107 748 (6,1 %) | 148 189 (5,9 %) | 160 841 (5,3 %) | 84 860 (2,6 %) |

По переписи 1897 г. в Эриванской губернии азербайджанцев (в переписи — «азербайджанских татар») насчитывалось 313 176 человек, что составляло 37,7 % населения.
Первая советская перепись 1926 года зафиксировала в Армении 76,87 тысяч азербайджанцев (в переписи указывались как «тюрки») (или 8,75 % от общего населения республики) (Эриванской губернии, большая часть которой вошла в состав Армянской ССР, проживало 300 тысяч азербайджанцев, составлявших 37,5 % населения губернии (указывались как «татары»), но части Эриваньской губернии со значительной долей азербайджанского населения перешли к соседним с Арменией государствам, территория современной Нахичеванской автономной республики к Азербайджану и Игдир Турции). В начале XX века адербейджанские татары составляли 49 % населения города Эривань.
После Октябрьской революции азербайджанское население Армении не превышало 200 тысяч человек. Они были сконцентрированы в подавляющем большинстве в сельских местностях республики. По данным сельскохозяйственной переписи 1922 г., всё население Зангезура насчитывало 63,5 тыс. человек, в том числе 56,9 тыс. армян (89,5 %), азербайджанцев 6,5 тыс. (10,2 %), русских 0,2 тыс. (0,3 %).
Армяно-азербайджанские столкновения в 1905—1906 и в 1918—1920 годах, а также советская депортация в 1940-х годах привели к тому, что азербайджанское население Армении существенно сократилось. В декабре 1947 года И. В. Сталин по предложению партийного руководства Армении, принял решение о переселении 100,000 азербайджанцев из Армении в Кура-Араксинскую низменность Азербайджана. Сегодня численность оставшихся в Армении азербайджанцев варьирует по разным оценкам от нескольких десятков до нескольких сотен человек — в основном, супругов в смешанных браках и престарелых.

## Евреи
В 2001 году по данным переписи населения было 109 евреев. Руководители еврейской общины полагают, что реальное количество евреев в Армении составляет от 500 до 1000 человек, есть один постоянный раввин и одна синагога. Почти все евреи — члены смешанных семей.
На территории Армении действуют две еврейские организации — «Еврейская община Армении» (JCA) и «Еврейская религиозная община Армении» (JRCA).
Евреи Армении в основном говорят по-русски, многие изучают иврит, большинство хорошо владеют армянским. C 1995 года в Ереванском государственном университете преподаётся иврит.
В стране действует еврейский культурный центр «Менора» под руководством музыканта Вили Вайнера, который объединяет более 50 человек. В Ереване расположен еврейский религиозный центр Армении «Мордехай Нави», возглавляемый раввином Гершем-Меиром Бурштейном. Также при еврейской общине действует благотворительный общинный центр «Орот Хесед», продолжает работать детская воскресная школа «Тора Ор», действует общинная газета «Коэлет».
В 1999 году в Ереване возле мемориала, посвященного геноциду армян, Еврейская община Армении посадила 12 деревьев, отождествляющих 12 колен Израиля, а также был установлен камень в память жертв Холокоста. 27 сентября 2006 года в центре Еревана был открыт памятник, посвященный геноциду и Холокосту. Инициатором его создания в центре армянской столицы стала еврейская община Армении.
Как отмечает председатель еврейской общины Армении Римма Варжапетян, «по единодушному мнению наблюдателей армяне не грешат антисемитизмом, но 2004 г. принёс еврейской общине Армении немало проблем».
После того как в Иерусалиме студент иешивы плюнул в армянского епископа, руководитель Управления по вопросам национальных меньшинств и религий аппарата правительства Армении Грануш Харатян, в эфире 23 октября 2004 года заявила:
Почему мы не реагируем на то, что на своих пятничных собраниях иудаисты продолжают проповедовать крайнее неприятие всех не иудаистов, вплоть до приравнивания их к скоту и пропаганды плевков?»
Мемориал жертвам Холокоста в Ереване, построенный еврейской общиной Армении и армянскими диаспорами из разных стран, с момента установления в 1999 году неоднократно подвергался осквернению. В 2007 году, комментируя акт вандализма, главный раввин еврейской общины Армении Рабби Гершон-Меир Бурштейн отметил, что происшедшее ужасно, поскольку между армянами и евреями существуют прекрасные отношения. В последний раз памятник был осквернён в 2010-м году.

## Цыгане
Армянские цыгане составляют особую подгруппу цыган и известны под названием «боша». По официальным данным их в Армении 50 человек,. Цыганское происхождение подвержено в Армении стигматизации и потому редко афишируется. Цыгане говорят на армянском языке, но в быту иногда используют тайный цыганский язык — ломаврен.

## Другие
Согласно заявлению главы Миграционной службы Армении в январе 2019 года в республике временно проживали около 3000 индийцев. Их число увеличилось в 2020-е: так, в 2022 и 2023 годы более 2000 граждан Индии временно регистрировались в Армении. Министр экономики Ваан Керобян оценил число трудовых мигрантов из Индии в пределах 30 тысяч человек. Существует и проблема нелегальной миграции: так, в 2024 году около 12 тысяч граждан Индии находилось в Армении без законного оформления, из-за чего Армения ужесточила визовый режим с этой страной.
По данным посольства Филиппин в России, в настоящее время в Армении насчитывается около 300 филиппинцев.